# 아녜스 자우이
아녜스 자우이(Agnès Jaoui, 1964년 10월 19일 ~ )는 프랑스의 배우, 영화 각본가, 영화 감독, 가수이다.

## 작품 목록

### 감독
- 타인의 취향 (2000)
- 룩 앳 미 (2004)
- 레인 (2008)
- 해피엔딩 네버엔딩 (2013)